# HD204496
HD204496 — хімічно пекулярна зоря спектрального класу
F3 й має видиму зоряну величину в смузі V приблизно  8,1.